# Massacre de Besançon
Le massacre de Besançon est une tuerie de masse commise le 1er juillet 1992 par un employé de l'usine Bourgeois Découpage dans la ville de Besançon, en Franche-Comté. Durant cette journée, sept personnes sont tuées et cinq autres gravement blessées.

## Déroulement des événements
Le 1er juillet 1992, une tuerie se déroule dans l'usine Bourgeois Découpage de Besançon, dans la zone industrielle de Trépillots. 
Franck Zoritch, âge de 26 ans, employé de 1989 à 1991 dans l'usine, avait été licencié pour « mésentente avec un supérieur », son chef d'atelier. Les mois suivants, il devient peu à peu dépressif, il se marginalise et cultive une haine pour son ancienne usine et ses patrons, attisé par l'alcool. La séparation d'avec sa compagne quelques mois avant le massacre semble avoir aggravé son état. 
Le jour de la tuerie, le jeune homme, ivre, fait irruption dans le bureau du directeur du foyer SONACOTRA où il vit, et le menace d'une arme. Il le contraint alors à le conduire à bord de son véhicule jusqu'à son ancienne usine. Franck Zoritch porte une carabine semi-automatique ainsi qu'une arme de poing type .44 Magnum subtilisée à son demi-frère. Il a prévu suffisamment de chargeurs pour ne pas être à court de munitions. 
Arrivé sur le site de l'usine, Franck attache le directeur du foyer au volant de sa voiture à l'aide d'une paire de menottes avant de quitter le véhicule. Malgré cette précaution, le directeur parvient à conduire sa voiture jusqu'à la gendarmerie la plus proche et à prévenir les autorités mais les forces de l'ordre arriveront trop tard.
Franck Zoritch fait irruption dans son ancienne usine. Il abat un homme dans la cour principale et pénètre dans les bâtiments en tirant sur toutes les personnes qu'il croise. Avec son walkman, il écoute de la musique hard rock. Le bruit des machines de l'usine en fonctionnement couvre le bruit des détonations et le temps que les employés s'aperçoivent qu'une tuerie a lieu, six victimes et cinq blessés sont à déplorer. Certains fuient en se jetant par la fenêtre. Puis Franck Zoritch se suicide d'une balle dans la tête. Les gendarmes qui arrivent sur les lieux (à 16 h 7) trouvent une demi-heure plus tard le corps de Zoritch, porteur de deux grenades soigneusement cachées qu'ils désamorcent.
Le bilan de cette tuerie est lourd : sept morts (y compris Franck Zoritch) et cinq blessés,,,.

## Franck Zoritch
Franck Zoritch, né le 11 décembre 1966, est un skinhead, ancien militaire parachutiste, originaire d'Amplepuis dans le Rhône. Au sein de l'entreprise, tout le monde le connait pour son agressivité, son intolérance et sa passion des armes à feu. De 1989 à 1992, il a travaillé dans l'usine Bourgeois Découpage de Besançon avant de se voir licencié pour « mésentente avec un supérieur ». Il devient alors de plus en plus dépressif, marginal et veut absolument se venger de ses anciens patrons et collègues. Le refus de son autorisation de port d'arme accroît sa frustration. Son parcours professionnel est aussi chaotique : déserteur, délits, émissions de chèques sans provision et un cambriolage. Sa compagne l'avait quitté trois mois auparavant. Franck Zoritch, décide d'en finir, mais pas sans s'être vengé de ceux qu'il considère comme les coupables de son échec. 
Le jour du drame, il avait 3,8 grammes d'alcool par litre de sang. 